# Regne de Laos

Bandera del Regne de Laos.

Palau reial de Luang Prabang

El regne de Laos era un estat sobirà des de 1953 fins a desembre de 1975, quan el Pathet Lao va enderrocar al govern i va crear la República Democràtica Popular de Laos. Tenint en compte l'autonomia jurídica l'any 1949 com a part d'una federació amb la resta de la Indoxina francesa, el Tractat Franco-Laosià de 1953 va establir finalment un Estat sobirà i independent: Laos.
Però això es va fer sense establir qui governaria el país. En els anys següents, tres grups van lluitar pel poder: els neutralistes pel príncep Souvanna Phouma, el partit de dreta que donava suport al príncep Boun Oum de Champassak, i l'esquerra, representada pel Front Patriòtic de Laos recolzat per Vietnam (ara anomenat Pathet Lao) pel príncep Souphanouvong i el futur primer ministre Kaysone Phomvihane.

## Govern
Després del Tractat Franco-Laosià de 1953, que va donar la independència a Laos, el Reial Govern deLaos va prendre el control del país. Aquest tractat va establir una monarquia constitucional, amb Sisavang Vong com aRei i el Príncep Souvanna Phouma com a primer ministre En aquest moment, Luang Prabang va ser la capital reial.
Molts intents es van fer per establir els governs de coalició: Un govern d'unitat nacional va ser establert el 1958 pel príncep Souvanna Phouma, però només va sobreviure uns mesos. El president del Govern, que segons la Constitució va designar als seus ministres i va rebre l'assessorament del Rei, va fer un tracte amb el seu germà, el príncep Souphanouvong: Souvanna Phouma va donar als comunistes dos seients en el Consell de Ministres, i a canvi Souphanouvong integraria 1.500 de les seves 6.000 tropes comunistes en l'exèrcit reial. Al seu mig germà se li va donar el càrrec de Ministre de Planificació, Reconstrucció i Urbanització, mentre que un altre membre del Partit Comunista va ser nomenat ministre de Religió i Belles arts.

## Forces armades
El Regne de Laos es va dividir en cinc regions militars. L'exèrcit es divideix en tres branques: el Reial Exèrcit de Laos, la Reial Marina de Laos i la Reial Força Aèria de Laos, que estaven sota el control del Ministeri de Defensa a Vientiane.
Estats Units va subministrar a la Reial Armada amb vint vaixells de patrulla fluvial i setze llanxes de desembarcament amfibi. Entre 1962 i 1971, els Estats Units va proporcionar a Laos 500 milions de dòlars en ajuda militar, sense incloure el cost d'equipar i entrenar a les forces irregulars i paramilitars.

## Relacions exteriors
El Govern del Regne de Laos tenia estretes relacions amb els Estats Units, a qui va donar suport i va ajudar en la campanya contra el Pathet Lao i el moviment comunista de Vietnam del Nord. El Rei Savang Vatthana va visitar els Estats Units l'any 1963 per reunir-se amb el president dels Estats Units John Fitzgerald Kennedy.
Laos va ser també recolzat per França, Austràlia, Birmània, Tailàndia i Japó.

## Caiguda del govern
El Viet Cong va donar suport al Pathet Lao en la lluita contra el Regne de Laos envaint el país el 1958 i el 1959, ocupant l'est del país per utilitzar-lo com a corredor de subministrament de la ruta Ho Chi Minh i com a zona de preparació per a les ofensives al Vietnam del Sud. L'any 1960, enmig d'una sèrie de rebel·lions, va esclatar la lluita entre l'Exèrcit Reial de Laos i el Pathet Lao. Un segon govern provisional d'unitat nacional format pel príncep Souvanna Phouma l'any 1962 va fracassar, i la situació es va deteriorar a partir de llavors, ja que el conflicte a Laos es va convertir en un focus de rivalitat entre les superpotències.
Alarmat pel creixent poder i influència del Viet Minh, i per temor a l'expansió del comunisme, Estats Units va començar a prestar ajuda a Laos l'any 1953, en un procés que va generar una corrupció generalitzada dins del Govern del Regne. la participació dels Estats Units va tornar a augmentar en la dècada de 1960, quan en resposta al que va percebre com un intent comunista recolzat pels soviètics de prendre el poder a Laos, Estats Units va llançar una guerra encoberta a Laos, fet que representava una violació directa de la Convenció de Ginebra. Es tractava d'una gran quantitat d'ajuda militar, incloent l'entrenament i equipament de les forces del general Vang Pao, en la província de Xieng Khouang per part de les Forces especials dels EUA, i el trasllat d'homes i equipament cap a Laos des de Tailàndia per part d'una de les línies aèries comercials de la CIA, Air America. Finalment, es va aconseguir un alto el foc en el mes de febrer de 1973, després dels Acords de Pau de París entre Estats Units i Vietnam del Nord. L'abril de 1974, es va establir un altre Govern Provincial d'Unitat Nacional, una vegada més amb el príncep Souvanna Phouma com aPrimer Ministre. No obstant això, en aquest moment, les zones controlades per les forces delPathet Lao abastaven gran part del país, i després de la caiguda de Saigon en l'abril de 1975, van avançar sobre la capital.
El 2 de desembre de 1975 a Vientiane, el príncep Vongsavang va presentar la carta d'abdicació del rei Sisavang Vatthana al Pathet Lao. La República Democràtica Popular de Laos va ser establerta amb el príncep Souphannavong com a President. Kaysone Phomvihane va actuar com a Primer Ministre i Secretari General del Partit Popular Revolucionari de Laos.